# Tamopsis riverinae
Tamopsis riverinae là một loài nhện trong họ Hersiliidae. T. riverinae được miêu tả năm 1993 bởi Martin Baehr & Barbara Baehr.